# Chrisantus Nyakwayo
Chrisantus Nyakwayo (* 1944) ist ein ehemaliger kenianischer Langstreckenläufer.
Am 13. September 1964 siegte er bei einem Marathon in Nairobi mit seiner persönlichen Bestzeit von 2:24:39 h und qualifizierte sich damit für den Marathon der Olympischen Spiele in Tokio, bei dem er auf den 45. Platz kam.
Bei den British Empire and Commonwealth Games 1966 in Kingston wurde er Siebter im Marathon und Elfter über drei Meilen.